# Brian McReynolds
Brian McReynolds (* 5. Januar 1965 in Penetanguishene, Ontario) ist ein ehemaliger kanadischer Eishockeyspieler. Der Center spielte in seiner aktiven Zeit von 1985 bis 1999 unter anderem für die Winnipeg Jets, New York Rangers und Los Angeles Kings in der National Hockey League.  

## Karriere
Brian McReynolds begann seine Karriere als Eishockeyspieler an der Michigan State University, die er von 1985 bis 1988 besuchte, während er parallel für deren Eishockeymannschaft in der National Collegiate Athletic Association spielte. Mit den Michigan State University gewann er 1986 zunächst die Meisterschaft der Central Collegiate Hockey Association sowie anschließend die der NCAA. Er wurde von den New York Rangers an insgesamt 112. Stelle beim NHL Entry Draft 1985 gezogen. Noch bevor er von den Rangers verpflichtet wurde, tauschten diese die Recht an ihm weiter zu den Winnipeg Jets. Für diese bestritt er in der Spielzeit 1989/90 erstmals Spiele in der höchsten nordamerikanischen Spielklasse, der NHL. Den Hauptteil der Spielzeit spielte er jedoch, wie auch in den folgenden Jahren, in den Minor Leagues AHL und IHL. Da er keine Aussicht auf weitere NHL-Einsätze sah, wechselte er 1995 nach Europa zum schwedischen Erstligisten Malmö IF. Außerdem spielte er in der DEL für Ratingen, Rosenheim sowie die letzten eineinhalb Jahre für die Kölner Haie, ehe er seine Karriere ohne Titelgewinn beendete.
Nach dem damaligen Frankfurter Chris Snell, der das erste Tor überhaupt in der Kölnarena erzielte, war McReynolds erster Kölner Torschütze in der neuen Halle. Aufgrund seiner irischen Vorfahren besitzt McReynolds neben dem kanadischen auch einen irischen Pass.

## Erfolge und Auszeichnungen
- 1986 CCHA-Meisterschaft mit der Michigan State University
- 1986 NCAA-Division-I-Championship mit der Michigan State University

## Karrierestatistik
(Legende zur Spielerstatistik: Sp oder GP = absolvierte Spiele; T oder G = erzielte Tore; V oder A = erzielte Assists; Pkt oder Pts = erzielte Scorerpunkte; SM oder PIM = erhaltene Strafminuten; +/− = Plus/Minus-Bilanz; PP = erzielte Überzahltore; SH = erzielte Unterzahltore; GW = erzielte Siegtore; 1 Play-downs/Relegation; Kursiv: Statistik nicht vollständig)